# Kostel svaté Markéty (Vintířov)
Kostel svaté Markéty je římskokatolický kostel (z liturgického hlediska se jedná o hřbitovní kapli) zasvěcený Svaté Markétě ve Vintířově v okrese Chomutov. Od roku 1963 je chráněn jako kulturní památka. Stojí uprostřed návsi v areálu zrušeného hřbitova.

## Historie
Vintířov byl farní vsí již v polovině 14. století a kostel je poprvé zmiňován v roce 1384. V roce 1730 byl přestavěn rodem Losynthalů v barokním slohu. Oratoř a předsíň u západního průčelí byla přistavěna až v 19. století. V roce 1963 bylo odvezeno vnitřní vybavení kostela.

## Popis
Kostel je obdélná jednolodní stavba na východě ukončená pravoúhlým presbytářem. K severní straně presbytáře přiléhá mladší sakristie a oratoř přístupná vlastním vchodem zvenčí. Fasády jsou hladké. Východní a západní stranu zdobí tabulové štíty. Nad střechu presbytáře vybíhá štíhlá sanktusová vížka.

## Vybavení
V kostele býval hlavní barokní oltář oltář z roku 1744 a starší oltář ze 16. století umístěný na zdi vedle presbytáře. V době okolo roku 1520, kdy Vintířov patřil Oplovi z Fictumu, byla vyrobena také pozdně gotická archa přemístěná do Národní galerie. Pozdně gotická socha Zmrtvýchvstání Páně od Ulricha Creutze se ztratila.